# Aleksandr Tiukavin
Aleksandr Vasiljevitj Tiukavin, född 25 mars 1975, är en rysk tidigare bandyspelare. Flerfaldig världsmästare. Hans moderklubb är Saljut från Kotlas. Efter säsongen 2018-19 avslutade han karriären.